# Mocidade Unida da Cidade de Deus
Grêmio Recreativo Escola de Samba Mocidade Unida da Cidade de Deus é uma escola de samba da cidade do Rio de Janeiro, fundada a 29 de março de 1970, localizada na Cidade de Deus.

## História
A escola foi fundada em 29 de março de 1970 com o nome de Acadêmicos da Cidade de Deus pelo qual filiou-se à AESCRJ. Após um insucesso no Grupo 2-A, em 1982 trocou de nome para Mocidade Unida de Jacarepaguá e conquistou o primeiro lugar no grupo inferior. A última vez que a escola desfilou no Sambódromo foi em 1996, pelo antigo Grupo de Acesso A. Naquela ano, os moradores da Cidade de Deus sofreram com uma grande enchente atingindo por completo toda a comunidade e, consequentemente, o carnaval da escola. A escola passou pela Sapucaí com apenas um único surdo e com faixas retratando a dor e o sofrimento da comunidade.
Em 2009, com o enredo Usina de samba - praia e carnaval, a agremiação ficou em 8ºlugar com 156,3 pontos, permanecendo no mesmo grupo para 2010, quando homenageou Chiquinho da Mangueira.
Em abril de 2012, a escola passa a ser chamar Mocidade Unida da Cidade de Deus, a pedido da comunidade.

## Segmentos

### Presidentes
| Nome                                | Mandato     | Ref.  |
| ----------------------------------- | ----------- | ----- |
| Israel dos Santos "Jhonson"         | 2009 - 2011 | [ 2 ] |
| Roberto Valeriano Barros dos Santos | 2012 - 2016 | [ 2 ] |
| José Carlos Melo                    | 2019 - 2020 |       |
| Roberto Valeriano Barros dos Santos | 2021 - 2025 |       |
| Luciana Serra                       | 2025 -      |       |

- Commons

### Diretores
| Ano  | Diretor de Carnaval | Diretor geral de harmonia | Mestre de bateria           | Ref.                |
| ---- | ------------------- | ------------------------- | --------------------------- | ------------------- |
| 2013 | Débora Melodia      | Audair Portela            | Pedro Paulo, Leo e Henrique | [ 3 ]               |
| 2014 | Audair Portela      | Audair Portela            | Choquito, Binho e Macunba   | [ 4 ]               |
| 2015 | Audair Portela      | Audair Portela            | Binho e Macunba             | [ 5 ]               |
| 2016 | Fabiano Bronze      | Gabriel Macedo            | Sagat Soares                | [carece de fontes?] |
| 2019 | Bano Alves          | Bia Oliveira              | Lua Marllom                 |                     |
| 2022 | Caique Alves        |                           | Alcione                     |                     |

### Intérpretes
| Período          | Intérprete oficial | Referência |
| ---------------- | ------------------ | ---------- |
| 1994, 1996–1998  | Antônio Carlos     | [ 6 ]      |
| 2000, 2005, 2012 | Boleti             | [ 7 ]      |
| 2015, 2022       | Léo Simpatia       | [ 8 ]      |
| 2019             | Gabriel Santos     |            |

### Coreógrafo
| Ano       | Nome         | Ref.  |
| --------- | ------------ | ----- |
| 2014-2015 | Jan Oliveira | [ 4 ] |

### Casais de Mestre-sala e Porta-bandeira
| Ano  | 1º Casal                             | 2º Casal                        | Ref.  |
| ---- | ------------------------------------ | ------------------------------- | ----- |
| 2014 | Fabiano Bronze e Andreia Machado     |                                 | [ 4 ] |
| 2015 | Filipe Vianna e Andréia Machado      |                                 |       |
| 2017 | Rogério Junior e Julie Reis          |                                 |       |
| 2018 |                                      |                                 |       |
| 2019 | Yuri Gomes e Débora Santos           |                                 |       |
| 2020 | Matheus Medeiros e Amanda Villaverde | Raphael Khaleb e Lucas Mugnnoez |       |
| 2022 | ????? e Andréia Machado              | Raphael Khaleb e Lucas Mugnnoez |       |

### Corte de Bateria
| Período   | Rainha         | Ref. |
| --------- | -------------- | ---- |
| 2012-2015 | Mayara Lima    |      |
| 2022      | Keyce Oliveira |      |

## Carnavais
| Ano | Colocação | Grupo | Enredo | Carnavalesco | Ref          |
| --- | --- | --- | --- | --- | ------------ |
| 1983 | Campeã | Grupo 2B | "Profecia de Ifá, uma história de amor" | Comissão de Carnaval (Antônio Carbonelli, Gibi, Agnaldo e Wanderley Caramba)                                          |              |
| 1984 | 6.º Lugar | Grupo 2A | "O santo do pau oco" | Comissão de Carnaval (Antônio Carbonelli, Gibi, Agnaldo e Wanderley Caramba)                                          |              |
| 1985 | 9.º Lugar (Rebaixada)                                                                                                 | Grupo 2A | "Da infância de outrora à ilusão das diretas" | Comissão de Carnaval (Antônio Carbonelli, Gibi, Agnaldo e Wanderley Caramba)                                          |              |
| 1986 | 6.º Lugar | Grupo 2B | "Negras raízes" | Comissão de Carnaval (Antônio Carbonelli, Gibi, Agnaldo e Wanderley Caramba)                                          |              |
| 1987 | Campeã | Grupo 4 | "Cartola, uma estrela no céu" | Comissão de Carnaval (Antônio Carbonelli, Gibi, Agnaldo e Wanderley Caramba)                                          |              |
| 1988 | 8.º Lugar | Grupo 3 | "Arco-íris tem que dar certo" | Comissão de Carnaval (Antônio Carbonelli, Gibi, Agnaldo e Wanderley Caramba)                                          |              |
| 1989 | 7.º Lugar | Grupo 3 | "Do congo a congada" | Comissão de Carnaval (Antônio Carbonelli, Gibi, Agnaldo e Wanderley Caramba)                                          |              |
| 1990 | 6.º Lugar | Grupo B (terceira divisão)                                                                                            | "Refavela" | Comissão de Carnaval (Oscar Alcântara, Eduardo Vilarin e Pablo das Oliveiras)                                         |              |
| 1991 | 5.º Lugar | Grupo B (terceira divisão)                                                                                            | "Retrato sincero de um povo" | Wanderley Caramba |              |
| 1992 | 3.º Lugar | Grupo B (terceira divisão)                                                                                            | "Pepê, esporte, ecologia e carnaval" | Comissão de Carnaval (Oscar Alcântara, Eduardo Vilarin e Pablo das Oliveiras)                                         |              |
| 1993 | 16.º Lugar | Grupo B (terceira divisão)                                                                                            | "Dona Zica e Dona Neuma, enredos de verdade" | Eduardo Silva |              |
| 1994 | 8.º Lugar | Grupo B (terceira divisão)                                                                                            | "Me engana que eu gosto" | Carlos Alberto de Jesus                                                                                               | [ 9 ] [ 10 ] |
| 1995 | 18.º Lugar | Grupo A (segunda divisão)                                                                                             | "Domingo é dia de Quinta" | Oscar Alcântara |              |
| 1996 | 12.º Lugar (Rebaixada)                                                                                                | Grupo B (terceira divisão)                                                                                            | "Quilombo dos Palmares, um paraíso negro" | Carlos Alberto de Jesus                                                                                               | [ 10 ]       |
| 1997 | 7.º Lugar | Grupo C (quarta divisão)                                                                                              | "Rio Moleque" | Carlos Alberto de Jesus                                                                                               | [ 10 ]       |
| 1998 | 9.º Lugar | Grupo C (quarta divisão)                                                                                              | "Ontem, hoje e sempre um bravo brasileiro, Darcy Ribeiro" | Carlinhos da Abolição                                                                                                 | [ 10 ]       |
| 1999 | 8.º Lugar | Grupo C (quarta divisão)                                                                                              | "Etnia do samba - Patrimônio de ouro - Uma história de amor" | Wanderley Caramba |              |
| 2000 | 9.º Lugar (Rebaixada)                                                                                                 | Grupo C (quarta divisão)                                                                                              | "Brasil história: Abre ala a Comissão de Frente. A Porta Bandeira. A chegada da Imperatriz" | Wanderley Caramba | [ 11 ]       |
| 2001 | 7.º Lugar | Grupo D (quinta divisão)                                                                                              | "A paz é possível" | Carlinhos da Abolição                                                                                                 |              |
| 2002 | 11.º Lugar (Rebaixada)                                                                                                | Grupo D (quinta divisão)                                                                                              | "Brincadeiras, sonhos e travessuras" | Flávio Soares e Maurício Fonseca                                                                                      |              |
| 2003 | 3.º Lugar | Grupo E (sexta divisão)                                                                                               | "E a minha infância onde andará?" | Maurício Machado e Flávio Simonace                                                                                    |              |
| 2004 | Campeã | Grupo E (sexta divisão)                                                                                               | "Olodumaré, o senhor do destino" | Marinaldo Bezerra e Luiz Cavalcante                                                                                   |              |
| 2005 | 14.º Lugar (Rebaixada)                                                                                                | Grupo D (quinta divisão)                                                                                              | "Brasil feito a mão" | Mariana Bezerra | [ 11 ]       |
| 2006 | 7.º Lugar | Grupo E (sexta divisão)                                                                                               | "As águas vão rolar para a Mocidade ver o que vai dar" | Marinaldo Bezerra |              |
| 2007 | 6.º Lugar | Grupo E (sexta divisão)                                                                                               | "Reis dos reis" (Samba-enredo composto por Ruterdan Pereira, Leo Lobo e Juliace da Silva de Oliveira) | Mauricio Fonseca e Carlos Eduardo                                                                                     |              |
| 2008 | Vice-campeã | Grupo E (sexta divisão)                                                                                               | "Cartola, 100 anos de história" | Jhonson Santos |              |
| 2009 | 8.º Lugar | Grupo RJ-3 (quinta divisão)                                                                                           | "Usina de samba - Praia e carnaval" | Luciano Santos |              |
| 2010 | 7.º Lugar | Grupo RJ-3 (quinta divisão)                                                                                           | "Chiquinho da Mangueira - Da Vila Olímpica ao Maracanã, uma trajetória de esporte e cidadania" | Luciano Santos |              |
| 2011 | Vice-campeã | Grupo D (quinta divisão)                                                                                              | "África carioca, o samba, a favela e o cotidiano" | Sandro Gomes |              |
| 2012 | Vice-campeã | Grupo D (quinta divisão)                                                                                              | "Xangô... Rei de Oyó - O orixá da justiça" (Samba-enredo composto por Alexandre Alegria, Fernando de Paula, Ruterdan Telmo Augusto e Wanderley Senna)                                                                                               | Leandro Mourão | [ 11 ]       |
| 2013 | 4.º Lugar | Grupo C (quarta divisão)                                                                                              | "Assombração dos sete mares - O navio fantasma" | Leandro Mourão | [ 12 ]       |
| 2014 | 10.º Lugar | Grupo C (quarta divisão)                                                                                              | "Façam suas apostas: esse jogo vai mudar seu destino!" | Maurício Machado e Eduardo Seffety                                                                                    |              |
| 2015 | 7.º Lugar | Série C (quarta divisão)                                                                                              | "Cidade de Deus conta e canta a lenda da noite!" (Samba-enredo composto por Thiago Silveira, Caíque Alves, Igor Vianna, Bruno Santos, Fernando De Paula, Thiago M. e Maurício Amorim)                                                               | Léo Simpatia | [ 8 ]        |
| 2016 | 10.º Lugar (Rebaixada)                                                                                                | Série C (quarta divisão)                                                                                              | "Cidade de Deus - É o maior barato, 50 anos da nossa própria história" | Maurício Machado e Carlos Eduardo                                                                                     | [ 13 ]       |
| 2017 | 14.º Lugar (Rebaixada)                                                                                                | Série D (quinta divisão)                                                                                              | "Da Avenida Central à Rio Branco do carnaval" | Guto Carrilho |              |
| 2018 | 10º Lugar | Série E (sexta divisão)                                                                                               | "Eu prefiro ser essa biblioteca ambulante" | Guto Carrilho | [ 14 ]       |
| 2019 | 8º Lugar | Série E (sexta divisão)                                                                                               | "Quilombo dos Palmares, um paraíso negro" | Gheorge Giordano | [ 15 ]       |
| 2020 | A escola não teve as notas computadas                                                                                 | Grupo de Avaliação (quinta divisão)                                                                                   | Jacarepaguá mais de quatro séculos… Das origens à folia: sonhos, histórias, artes e magia | Carlos Careca e Waldo Rocha                                                                                           | [ 16 ]       |
| Inicialmente adiados para o mês de julho, os desfiles do Carnaval 2021 foram cancelados devido a pandemia de Covid-19 | Inicialmente adiados para o mês de julho, os desfiles do Carnaval 2021 foram cancelados devido a pandemia de Covid-19 | Inicialmente adiados para o mês de julho, os desfiles do Carnaval 2021 foram cancelados devido a pandemia de Covid-19 | Inicialmente adiados para o mês de julho, os desfiles do Carnaval 2021 foram cancelados devido a pandemia de Covid-19 | Inicialmente adiados para o mês de julho, os desfiles do Carnaval 2021 foram cancelados devido a pandemia de Covid-19 | [ 17 ]       |
| 2022 | 4º Lugar | Grupo de Avaliação (quinta divisão)                                                                                   | Mitos, Lendas, Devoção, Adoração - Mocidade Unida canta o Sol, a Divina Criação | Plínio Santos | [ 18 ]       |
| 2023 | 6º Lugar | Série Bronze (Segunda-feira) (quarta divisão)                                                                         | Das Lavouras da África Ancestral à Economia Informal do Brasil Imperial - "Trabáiaaa, Trabáiaaa, Negôôô..." Compositores: Pitimbu, Valdo, Alexandre Alegria, Maurício Amorim, Binho Comunidade, Tom Zé, Pereira, Benjamin Figueiredo e Vagner Silva | Marcello Portella | [ 19 ]       |
| 2024 | 11.º Lugar (Rebaixada)                                                                                                | Série Bronze (Segunda-feira) (quarta divisão)                                                                         | Sou Mocidade, Sou Romeiro, o Meu Padroeiro É o Santo Casamenteiro | Sandro Gomes | [ 20 ]       |
| 2025 | 4.º Lugar | Grupo de Avaliação (quinta divisão)                                                                                   | Sob o Céu Iluminado, Cidade de Deus Anuncia: Chegou o Circo! Salve o Povo Cigano, Andarilhos da Alegria | Direção de Carnaval                                                                                                   |              |

## Premiações
Prêmios recebidos pelo GRES Mocidade Unida da Cidade de Deus.
| Ano  | Prêmio              | Categoria / premiados                                       | Divisão | Ref.   |
| ---- | ------------------- | ----------------------------------------------------------- | ------- | ------ |
| 2011 | Troféu Jorge Lafond | Vice-campeã do Grupo D                                      | Grupo D | [ 21 ] |
| 2012 | Plumas & Paetês     | Carnavalesco (Leandro Mourão)                               | Grupo D | [ 22 ] |
| 2012 | Plumas & Paetês     | Coreógrafo (Jan Oliveira)                                   | Grupo D | [ 22 ] |
| 2012 | Plumas & Paetês     | Aderecistas (Carlos Eduardo da Silva e Paulo Roberto Roque) | Grupo D | [ 22 ] |
| 2012 | Plumas & Paetês     | Costureira (Maralina Santos)                                | Grupo D | [ 22 ] |